# Кош (Португалия)
Кош (порт. Cós) — район (фрегезия) в Португалии, входит в округ Лейрия. Является составной частью муниципалитета Алкобаса. По старому административному делению входил в провинцию Эштремадура. Входит в экономико-статистический субрегион Оэште, который входит в Центральный регион. Население составляет 2043 человека на 2001 год. Занимает площадь 14,82 км².
Покровителем района считается Евфимия Всехвальная (порт. Santa Eufémia).